# 亚历山大环形山
亚历山大环形山（Alexander）是位于月球正面澄海北侧边沿的一座撞击坑残迹，约形成于45.5-39.2亿年前的前酒海纪，其名称取自马其顿国王亚历山大大帝（公元前356年-公元前323年），1935年被国际天文学联合会批准接受。

## 描述
该陨坑西北毗邻较小的拉麦陨石坑、北面坐落了突出的欧多克索斯环形山，相对年轻的卡利普斯陨石坑则位于它的西南，它的东面则濒临梦湖。该陨坑中心月面坐标为40°18′N 13°30′E / 40.3°N 13.5°E，直径94.80公里，深约2.84公里。
亚力山大环形山随着时间的流逝而受到如此般严重的磨损和扭曲，以至于如今几乎形同一处被崎岖边沿围住的低地。陨坑的西北、西部和南侧带有壁沿，而东侧则完全开放，与周围月表连成一体。残存的坑壁轮廓近似矩形，其中只有西北侧的一段最明显，残壁最大高出周边地形1450米，内部容积约为8770.09立方千米。
该月坑内部地表较为平整，西半部反照率较暗，往东则逐惭变亮。月坑内没有较为重大的撞击坑，但在崎岖的东部区有很多微小的陨坑。

## 卫星陨石坑
按惯例，这些最靠近亚力山大环形山的卫星坑，将通过在其陨坑中心点旁放置一字母而在月球地图上标示出来。

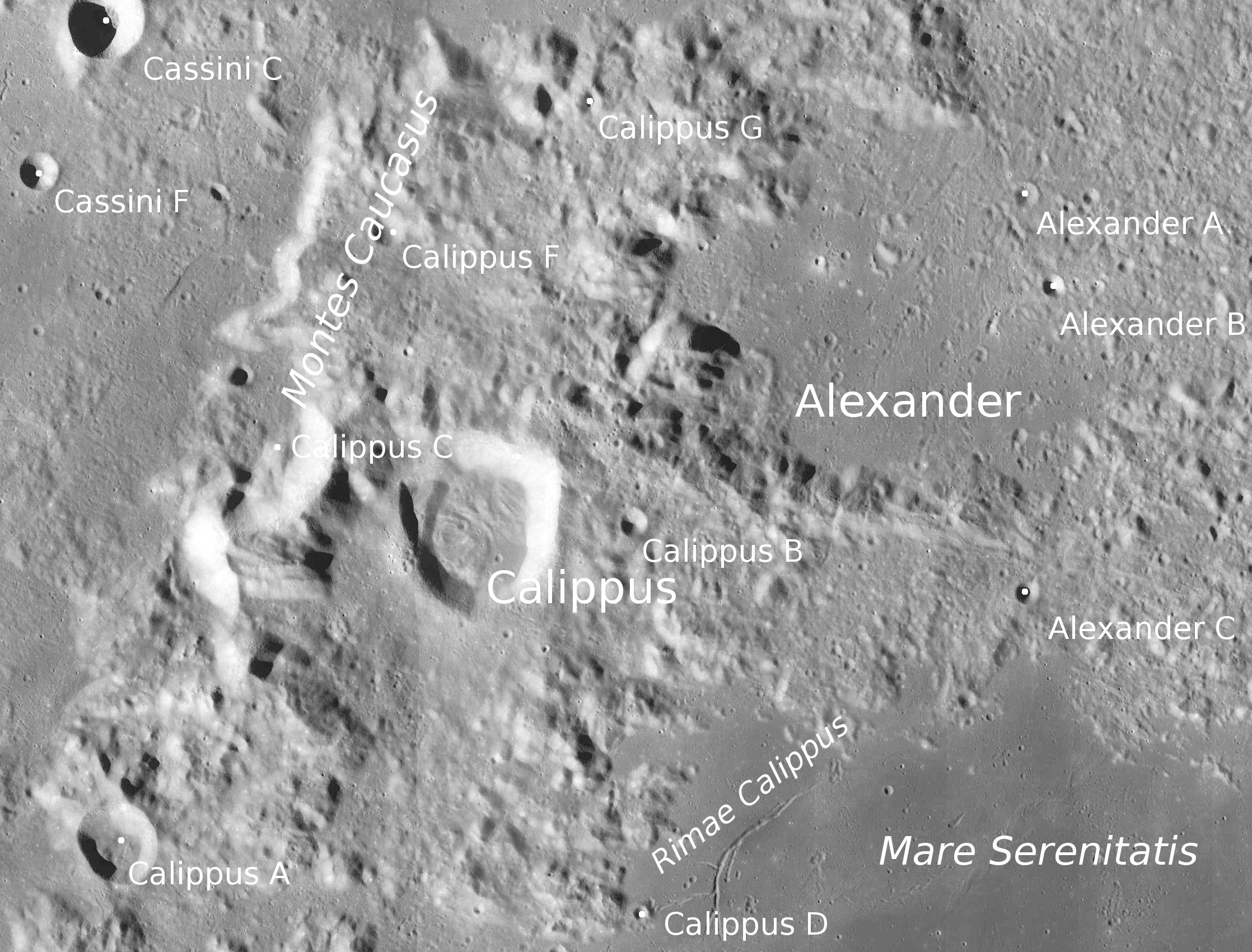
亚历山大环形山，月球勘测轨道飞行器拍摄。

| 亚历山大 | 纬度    | 经度    | 直径   |
| -------- | ------- | ------- | ------ |
| A        | 40.7° N | 14.9° E | 4 公里 |
| B        | 40.3° N | 15.2° E | 4 公里 |
| C        | 38.5° N | 14.9° E | 5 公里 |
| K        | 40.5° N | 19.3° E | 4 公里 |

## 另请参阅
- Andersson, L. E.; Whitaker, E. A. . NASA RP-1097. 1982.
- Blue, Jennifer. . USGS. July 25, 2007  [2007-08-05]. （原始内容存档于2019-12-13）.
- Bussey, B.; Spudis, P. . New York: Cambridge University Press. 2004. ISBN 978-0-521-81528-4.
- Cocks, Elijah E.; Cocks, Josiah C. . Tudor Publishers. 1995. ISBN 978-0-936389-27-1.
- McDowell, Jonathan. . Jonathan's Space Report. July 15, 2007  [2007-10-24]. （原始内容存档于2019-06-21）.
- Menzel, D. H.; Minnaert, M.; Levin, B.; Dollfus, A.; Bell, B. . Space Science Reviews. 1971, 12 (2): 136–186. Bibcode:1971SSRv...12..136M. doi:10.1007/BF00171763.
- Moore, Patrick. . Sterling Publishing Co. 2001. ISBN 978-0-304-35469-6.
- Price, Fred W. . Cambridge University Press. 1988. ISBN 978-0-521-33500-3.
- Rükl, Antonín. . Kalmbach Books. 1990. ISBN 978-0-913135-17-4.
- Webb, Rev. T. W.  6th revised. Dover. 1962. ISBN 978-0-486-20917-3.
- Whitaker, Ewen A. . Cambridge University Press. 1999. ISBN 978-0-521-62248-6.
- Wlasuk, Peter T. . Springer. 2000. ISBN 978-1-85233-193-1.